# 江戶四大饑荒
江戶四大饑荒，為日本江戶時代最嚴重的四次饑荒，該時代因天氣長期寒冷、洪水、乾旱、蟲害、火山爆發等原因而時常欠收。
通常被稱為四大饑荒的為以下四者：
| 名稱       | 時期                                    | 主要受災地區                                           | 時任將軍          | 原因                                           |
| ---------- | --------------------------------------- | ------------------------------------------------------ | ----------------- | ---------------------------------------------- |
| 寬永大饑荒 | 寛永19年（1642年） －寛永20年（1643年） | 全國（特別東日本日本海側受災嚴重）                     | 德川家光          | 全國的天氣異常 (暴雨、洪水、乾旱、霜、蟲害）   |
| 享保大饑荒 | 享保17年（1732年）                      | 中國、四國、九州地方等西日本地區、特別瀬戸内海沿岸一帯 | 德川吉宗          | 大陸性氣候及蟲害                               |
| 天明大饑荒 | 天明2年（1782年） －天明7年（1787年）   | 全國（特別東北地方）                                   | 德川家治          | 淺間山、冰島的拉基火山等火山爆發及厄爾尼諾現象 |
| 天保大饑荒 | 天保4年（1833年） －天保10年（1839年）  | 全國（特別東北、陸奥國、出羽國）                       | 德川家齊 德川家慶 | 暴雨、洪水及大陸性氣候形成的雪暴               |

另外也常除去寬永大饑荒而並稱江戶三大饑荒，也有把寬永大饑荒與元和5年（1619年）、延寶3年（1675年）、延寶8年（1680年）的飢荒合稱為近世前期四大饑荒的說法。
上列的飢荒最大規模者為天明大饑荒。其餘元祿饑荒（1691年－1695年）、寶曆饑荒（1753年－1757年）等以日本東北地方為中心者，被認為是僅次於四大饑荒的嚴重災害。因此東北地方把天明、天保的飢荒與寶曆饑荒稱為三大饑荒。
另外延寶饑荒（1674年－1675年）、天和饑荒（1782年－1783年）也是相當嚴重的飢荒。

## 相關項目
- 小冰期